# Olla de lodo

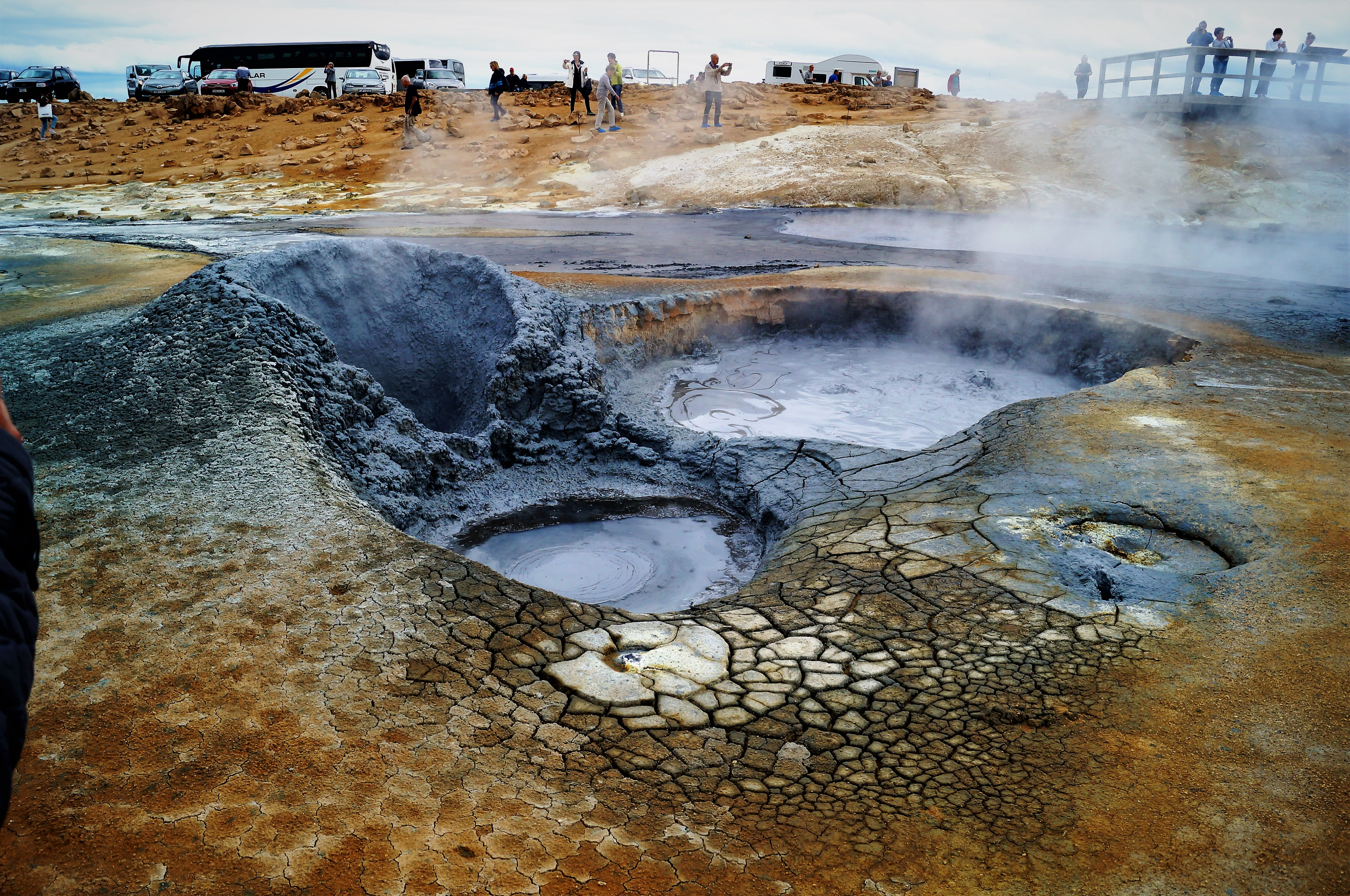
Ollas de lodo alineadas encima de una fisura volcánica en Hverarönd, Islandia

Una olla de lodo, también conocidas como piscina de lodo, es una clase de fuente termal ácida, o fumarola, de escaso contenido en agua, en forma de estanque de barro burbujeante que remueve sedimentos (arcilla de origen volcánico, óxido de hierro, azufre, etc.) en su superficie, y como se menciona, se caracteriza por burbujas de gas que ascienden perpetuamente en su superficie. Es una manifestación de origen volcánico propia de zonas geotérmicas muy activas. Su temperatura generalmente varía de 80 °C a 200 °C. El ácido y los microorganismos presentes en ellas descomponen la roca circundante en arcilla y barro.

## Descripción
El barro toma una forma de mezcla viscosa, a menudo burbujeante. Como el lodo hirviendo a menudo se esparce sobre los bordes de la olla, comienza a formarse una especie de mini volcán de lodo, que a veces puede alcanzar alturas de 1 a 1,5 metros. Aunque las ollas de lodo a menudo se llaman volcanes de lodo, estos en realidad son de naturaleza muy diferente. El barro de una olla de lodo es generalmente de un color blanco a grisáceo, pero a veces se tiñe con manchas rojizas o rosadas debido a los compuestos de hierro presentes en la composición, y cuando esta es brillantemente colorida, pueden denominarse ollas de pintura.  El lodo, bajo ciertas condiciones, puede formar un cono volcánico, generalmente de no más de uno o dos metros de altura.

## Geología
Las ollas de lodo se forman en áreas geotérmicas de altas temperaturas donde el agua escasea. La poca agua subterránea disponible alimenta el manantial; gran parte se evapora, y el resto sube a la superficie junto con el vapor de agua sobrecalentado y los gases volcánicos en un punto donde el suelo es rico en cenizas volcánicas, arcilla y otras partículas finas que se mezclan con el agua para formar barro. El espesor de este generalmente varía en concordancia a los cambios estacionales en el nivel freático.
Son generalmente de la misma naturaleza que las fuentes termales o las fumarolas. Su principal diferencia radica en que el derrame se originó dentro de una zona sedimentaria. Estos sedimentos sueltos, la mayoría de las veces arcilla grisácea, son de hecho el resultado de la descomposición de materiales volcánicos duros, como escoria o lapilli, y por el ácido sulfúrico liberado por las solfataras y fumarolas. La mayoría de las veces, las solfataras se convierten en charcos de lodo con el tiempo, antes de secarse; Cuando esto sucede, las características grietas y los depósitos de azufre son visibles alrededor del borde del manantial. Las características burbujas de gas que pueden observarse son de la misma composición que las que emanan de las fumarolas y solfataras, principalmente azufre y sus derivados, así como vapor de agua y dióxido de carbono.
Las ollas de barro representan así una manifestación especial de las fumarolas y son un indicio de baja actividad volcánica. Esto puede estar disminuyendo, pero también puede representar lo contrario, es decir, un aumento de la actividad volcánica (por ejemplo en Hveragerði en Islandia) si se forma una nueva área con ollas de lodo o se reactiva una antigua, previamente seca.
Las exhalaciones de las fumarolas simples contienen cantidades más pequeñas de vapor de agua en comparación con las de las ollas de lodo, por lo que no se produce la formación de lodo.

## Geografía

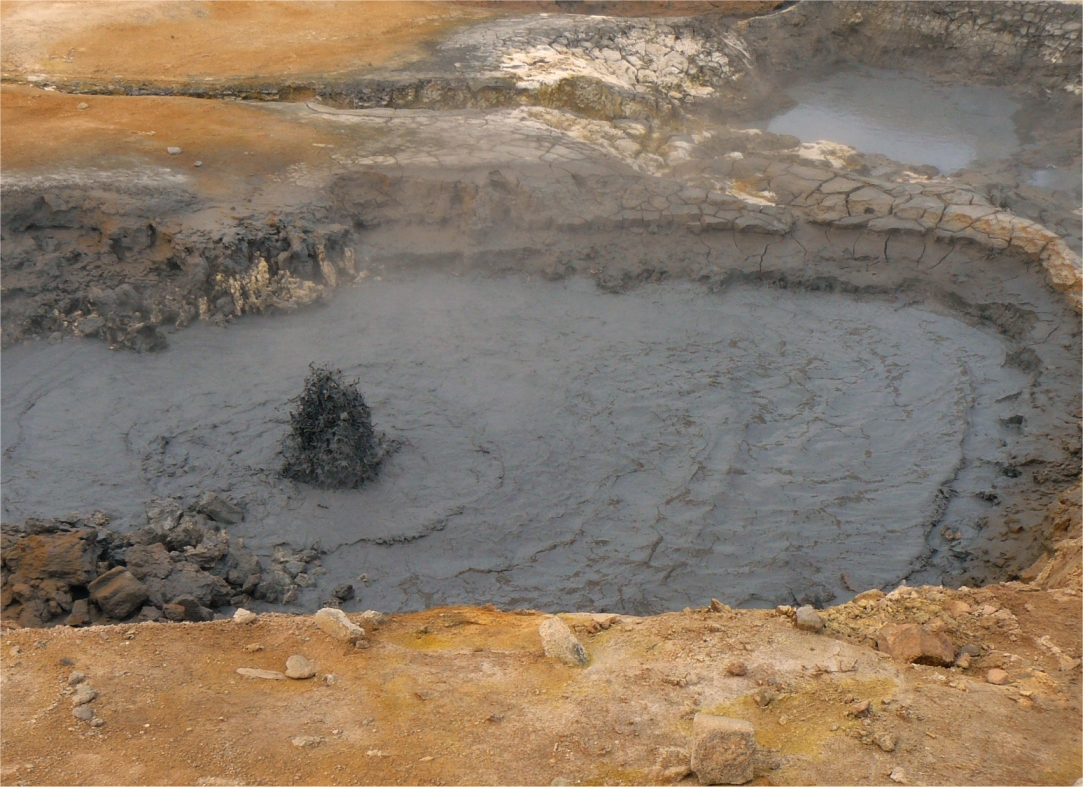
Olla de lodo en Hverir, Námafjall, Islandia

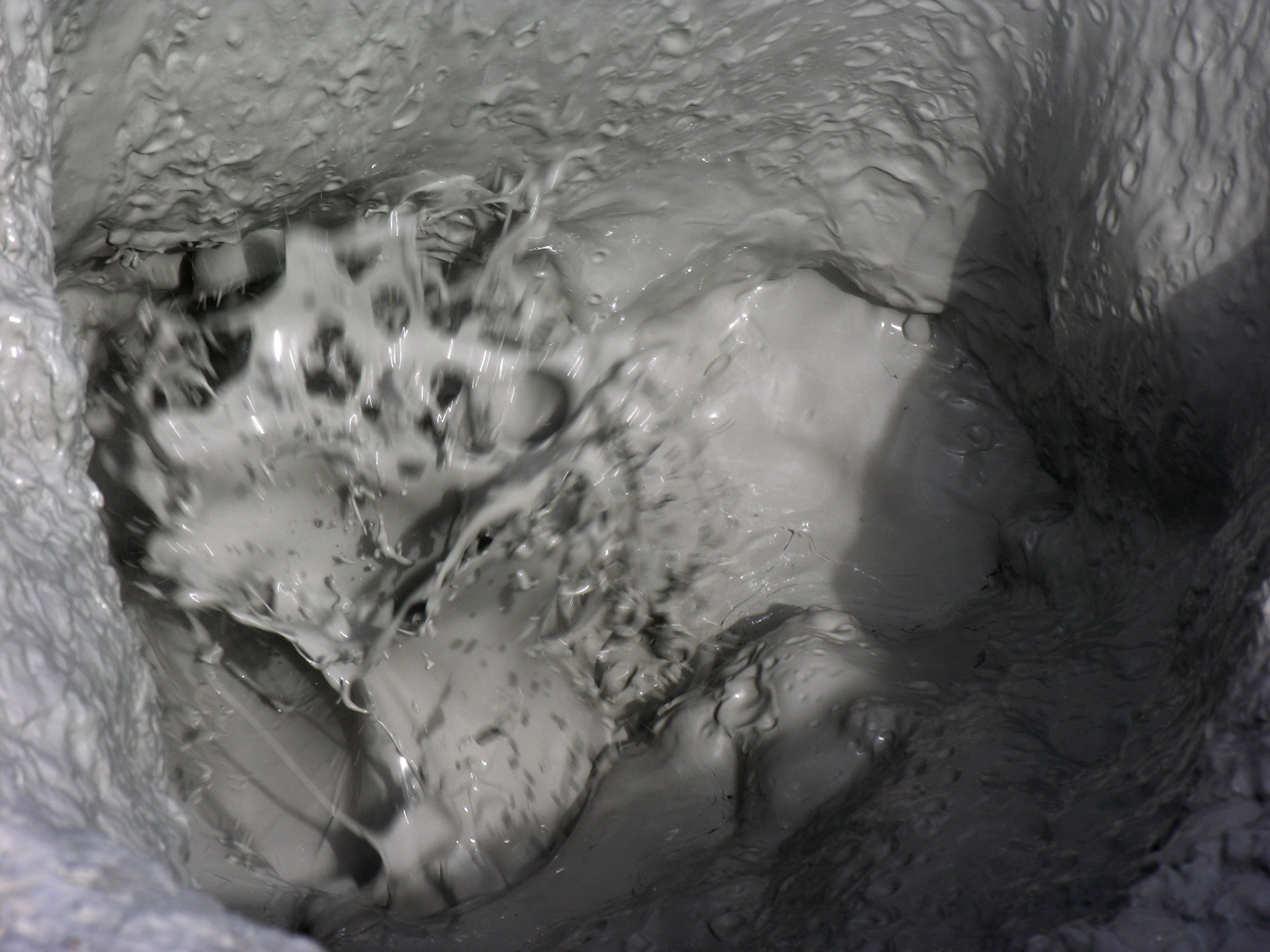
Olla de lodo en Hengill también en Islandia

Se encuentran en casi todas las áreas geotérmicas y volcánicas del planeta. La mayoría de las veces, las ollas de lodo pueden ir acompañadas de géiseres, fuentes termales y fumarolas.
En las áreas geotérmicas del Parque Nacional de Yellowstone existen varios ejemplos notables de ollas de lodo y de ollas de pintura, al igual que algunas áreas de Azerbaiyán, Islandia, Nueva Zelanda o Nicaragua.
También pueden hallarse ciénagas activas en varios lugares del interior y alrededores del mar de Salton en California incluido el activo géiser Niland. En el caso de este último su nombre es algo inapropiado, ya que la liberación de dióxido de carbono por la actividad sísmica de la cercana falla de San Andrés es responsable de su comportamiento, en lugar de la actividad geotérmica. El fluido que contiene está cerca de la temperatura ambiente en lugar de hervir, midiendo alrededor de 26,7 °C (80 ° Fahrenheit).
Otros lugares donde se pueden encontrar son:
- en el área del lago Mývatn, Islandia.
- en Kamchatka en Rusia.
- en los géiseres del El Tatio en Chile.
- en las áreas geotérmicas de Java.
- en la isla de Santa Lucía.
- en el Parque Nacional Volcánico Lassen.
- en Nueva Zelanda.
- en Furnas, islas Azores.
- en los Campos Flégreos en Italia (a veces aparecen ollas de lodo arcilloso en agujeros de azufre creados por solfataras),
- en el cráter del volcán Mahawu, en la isla de Sulawesi, Indonesia.
- en el monte Makiling en la provincia de Laguna de la isla de Luzón en Filipinas.
- en Alaska (por ejemplo, cerca del monte Katmai).
- en la zona volcánica de Papúa Nueva Guinea.
- cerca de varios volcanes en el Gran Valle del Rift en África Oriental.
- en las inmediaciones del macizo de Tibesti, en el Sahara.
- en el Parque Nacional Rincón de la Vieja, Costa Rica.
- en Sol de Mañana, en el Altiplano al sur de Bolivia.
- en México, Nicaragua o Argentina.

## Galería de imágenes

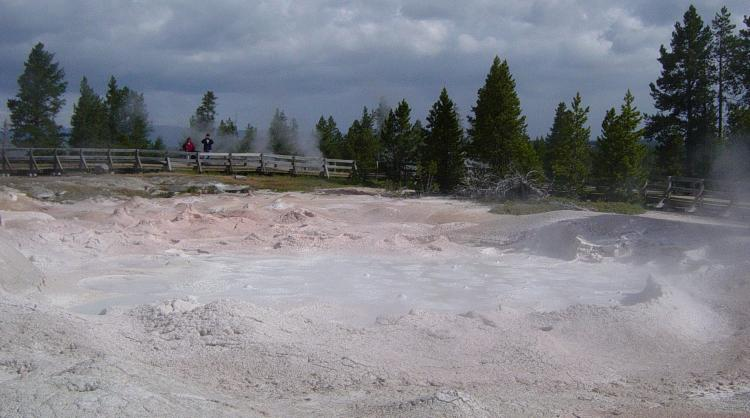
Una gran olla de lodo hirviente en el área de estacionamiento de West Thumb Geyser Basin en el parque de Yellowstone.
- Fuente de olla de pintura, Yellowstone.
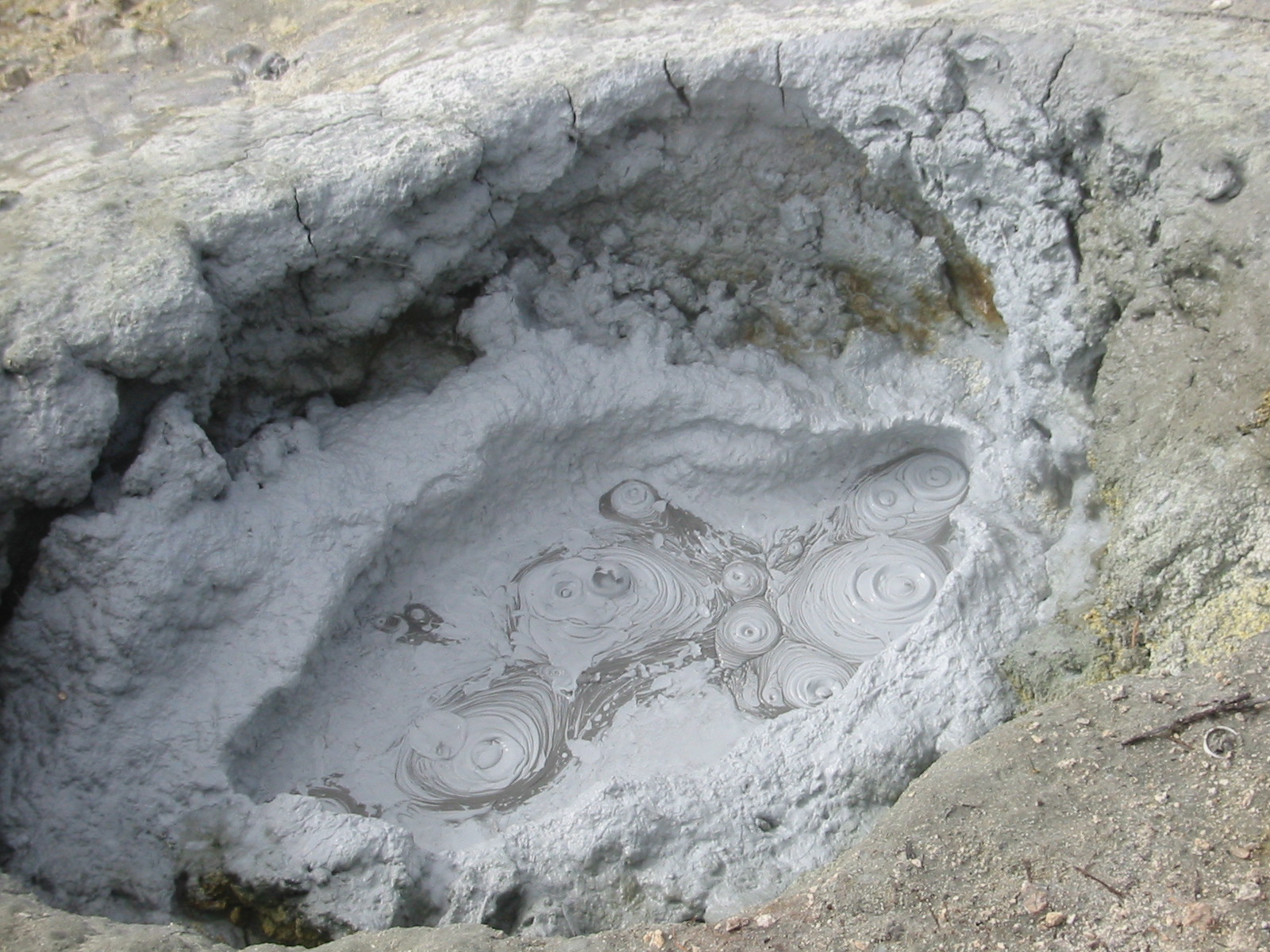
Olla de lodo en Bumpas hell, Parque nacional volcánico Lassen.
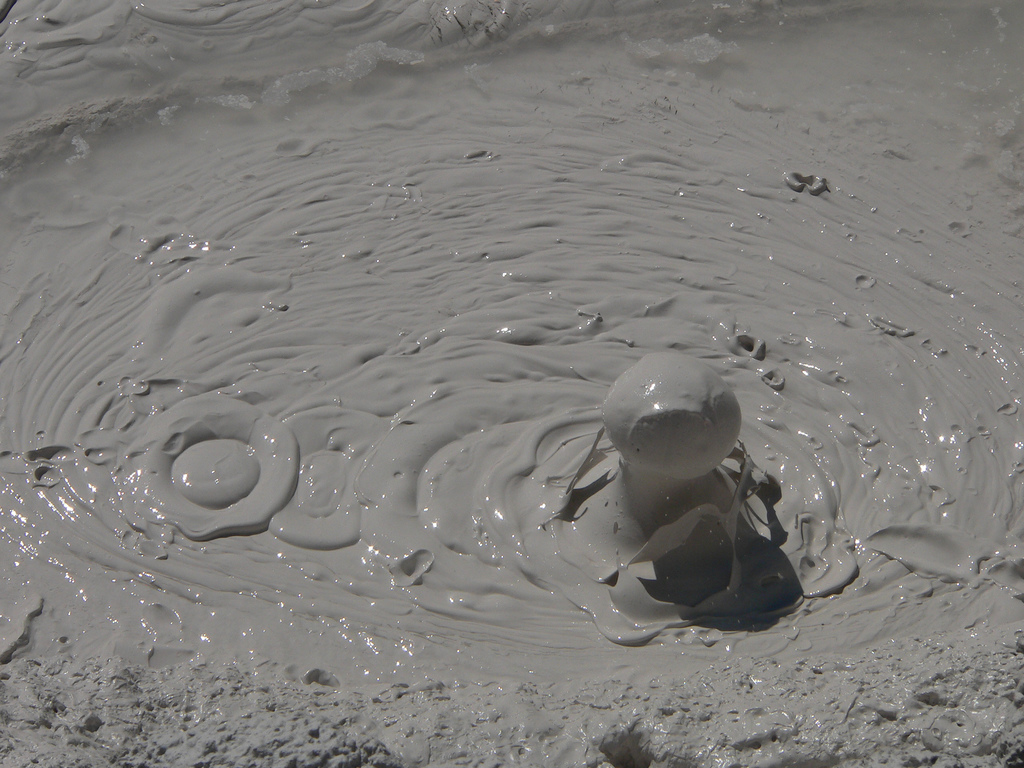
Olla de lodo en el parque de Yellowstone.
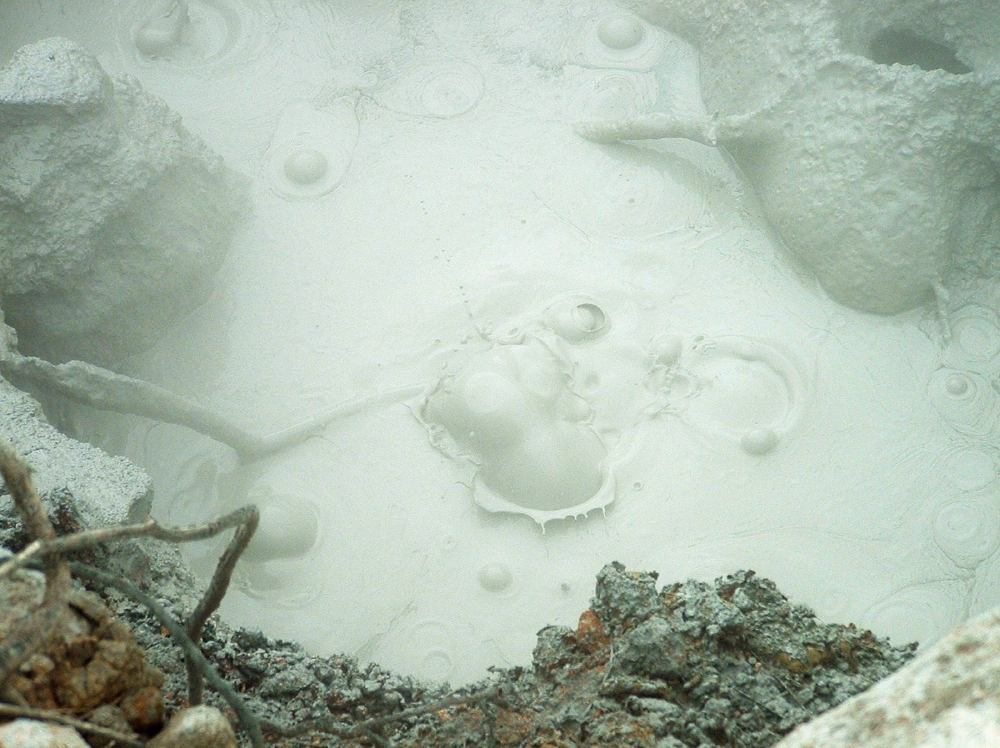
Olla de lodo en Parque nacional Rincón de la Vieja, Costa Rica.
- Vídeo de la actividad de una piscina de lodo cerca de Waiotapu, Nueva Zelanda.
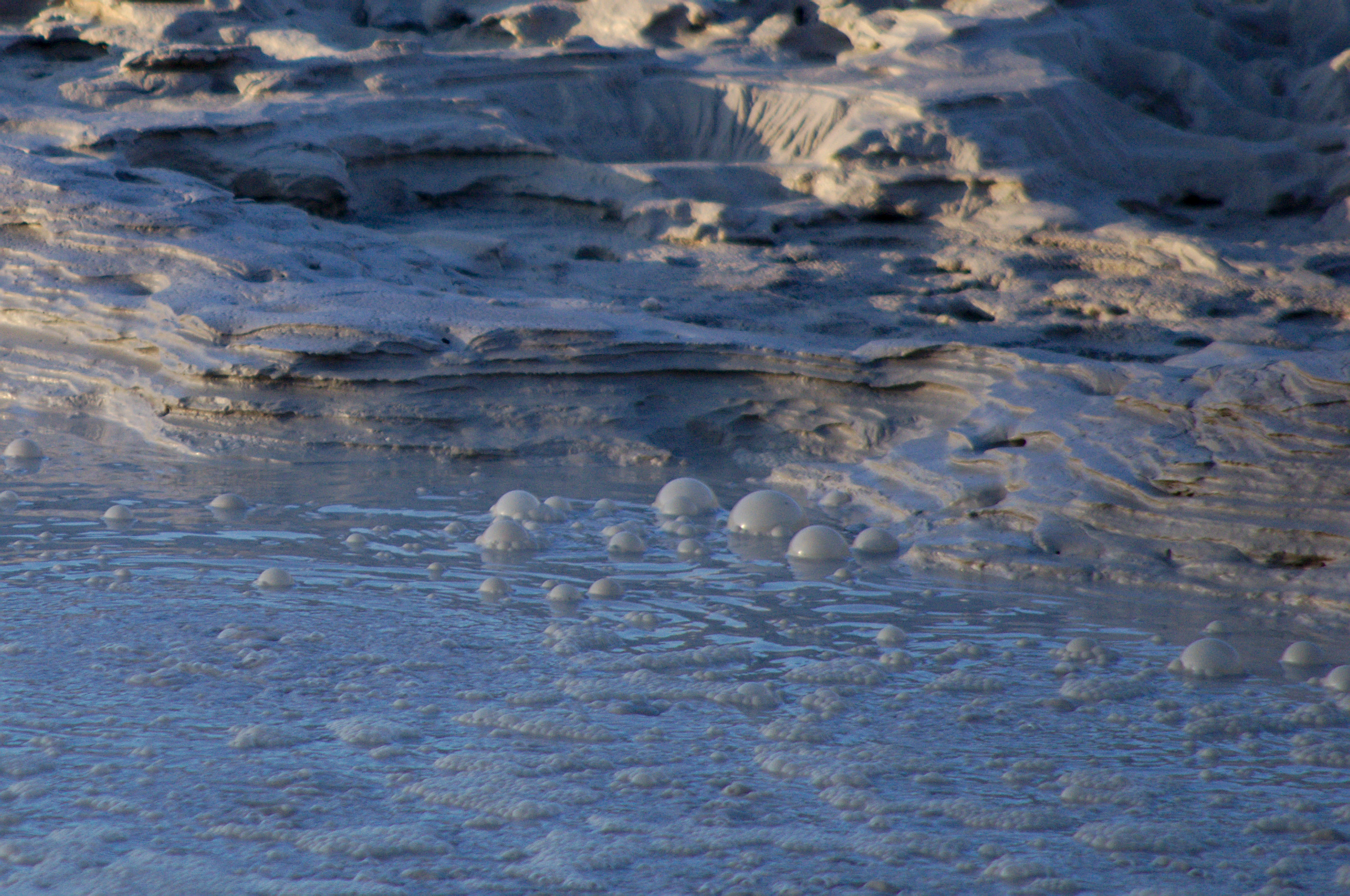
Superficie de una olla de lodo hirviente en el cráter de Solfatara, en los Campos Flégreos, Italia.
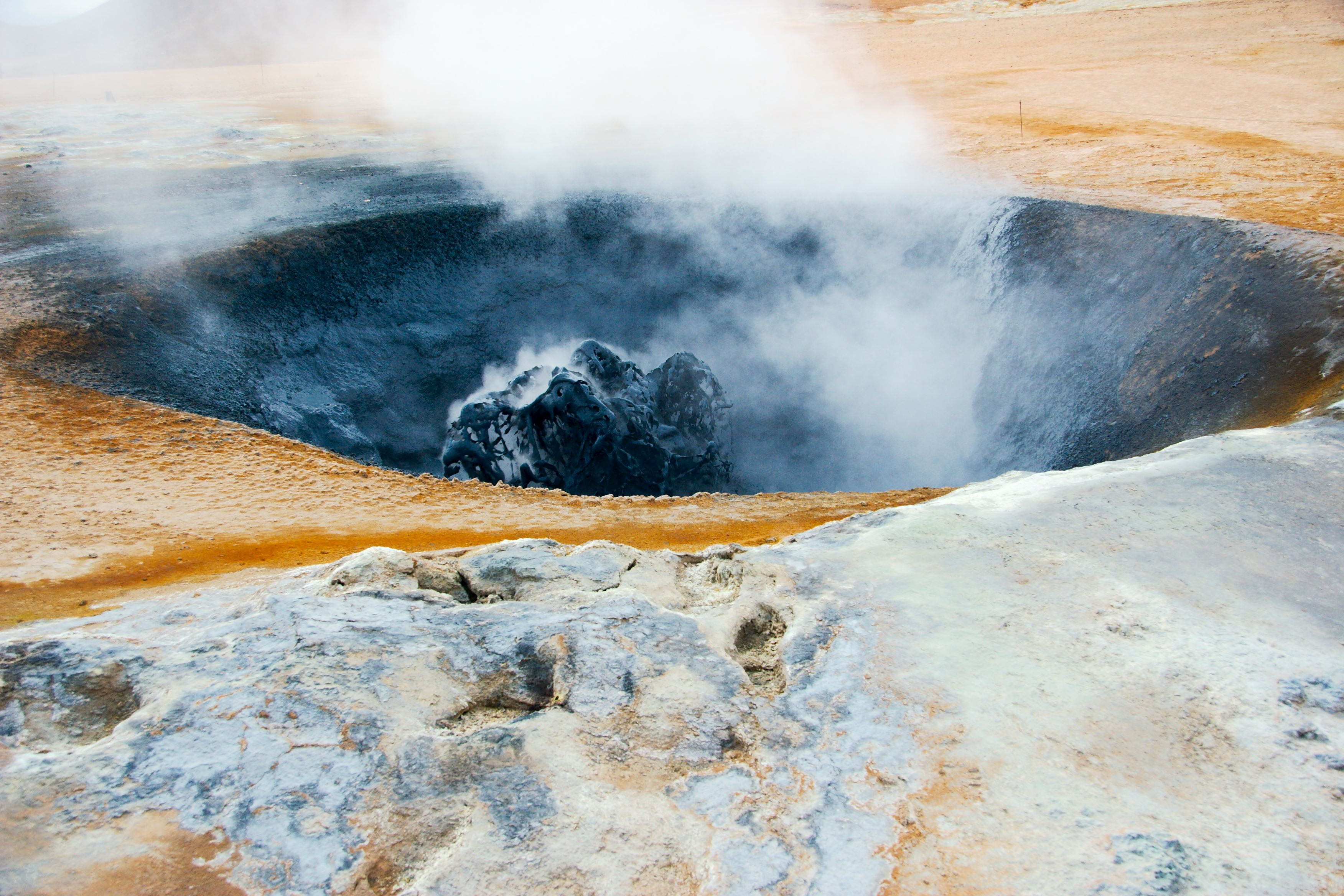
Vídeo de una piscina de lodo en Orakei Korako, Nueva Zelanda.
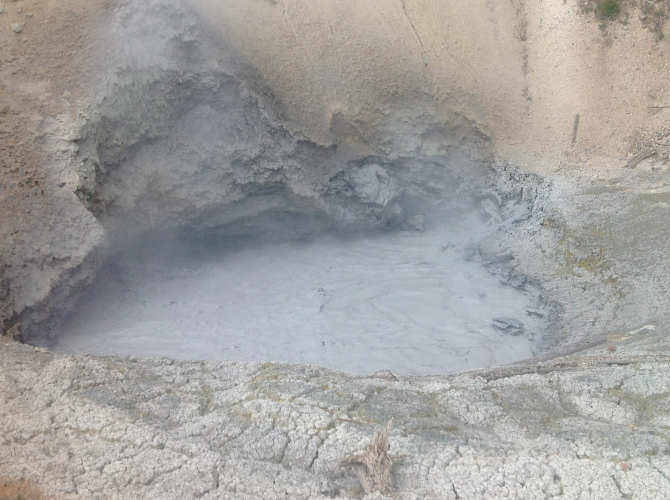
Erupción de una olla de lodo en Hverir, Islandia.
- Una olla de lodo en el parque de Yellowstone, Wyoming.